# Petrovice (kraj morawsko-śląski)
Petrovice (niem. Petersdorf) – gmina w Czechach, w powiecie Bruntál, w kraju morawsko-śląskim. Według danych z dnia 1 stycznia 2012 liczyła 137 mieszkańców. Leży przy granicy z Polską, a najbliższym miastem w Polsce jest leżący w odległości 6 km Prudnik.
W latach 1961–1990 była częścią miasta Janov.

## Osoby urodzone w Petrovicach
- Josef Pfitzner (1901–1945), sudeckoniemiecki historyk i polityk nazistowski[2]